# Parsch

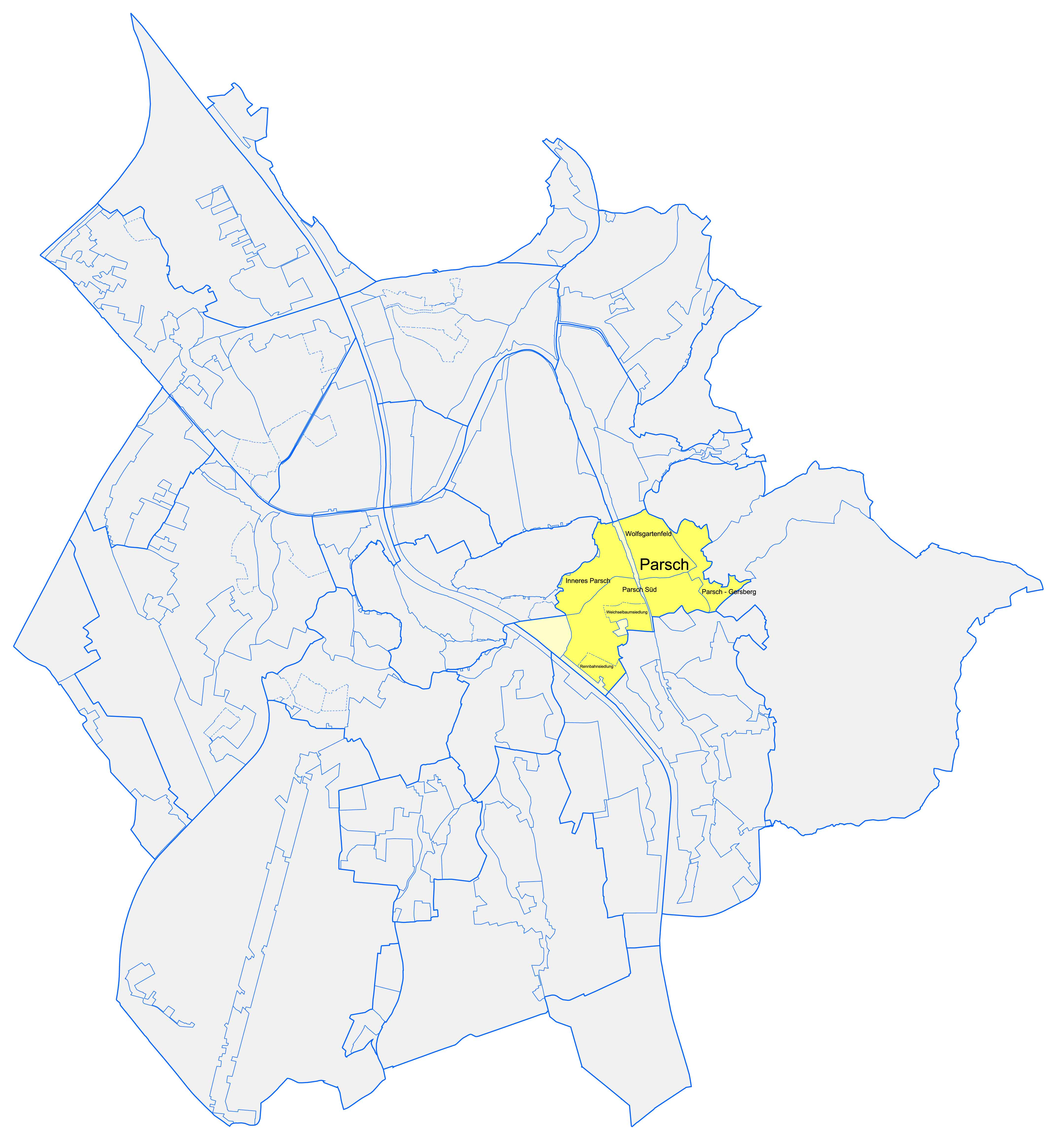
Distrito de Parsch

Parsch, un distrito integrado en la ciudad de Salzburgo, se localiza en la orilla derecha del río Salzach, extendiéndose hacia la prominente Gaisberg y al sur del pintoresco Altstadt (casco antiguo). Aunque algunas áreas de Parsch son reconocidas por su elevado nivel económico, dotándolo de una reputación de exclusividad y atrayendo la atención de nuevos inversores, es necesario matizar que esta distinción se aplica únicamente a ciertas secciones del barrio. A lo largo de las arterias principales, es posible encontrar urbanizaciones construidas en la posguerra, habitadas por la población general. 

## Toponimia
En el año 1122, aparece por primera vez el nombre Parsch como "Porras" y "Porss". Hasta el día de hoy, la interpretación del significado del nombre sigue siendo motivo de controversia. Se especula que puede derivar del latín "pars" que significa "parte", o tal vez tenga su origen en el término "parzigen" (achaparrado, recortado), refiriéndose a la vegetación enana o podada que alguna vez bordeaba el Gersbach. También se considera la posibilidad de una raíz céltica.

## Historia

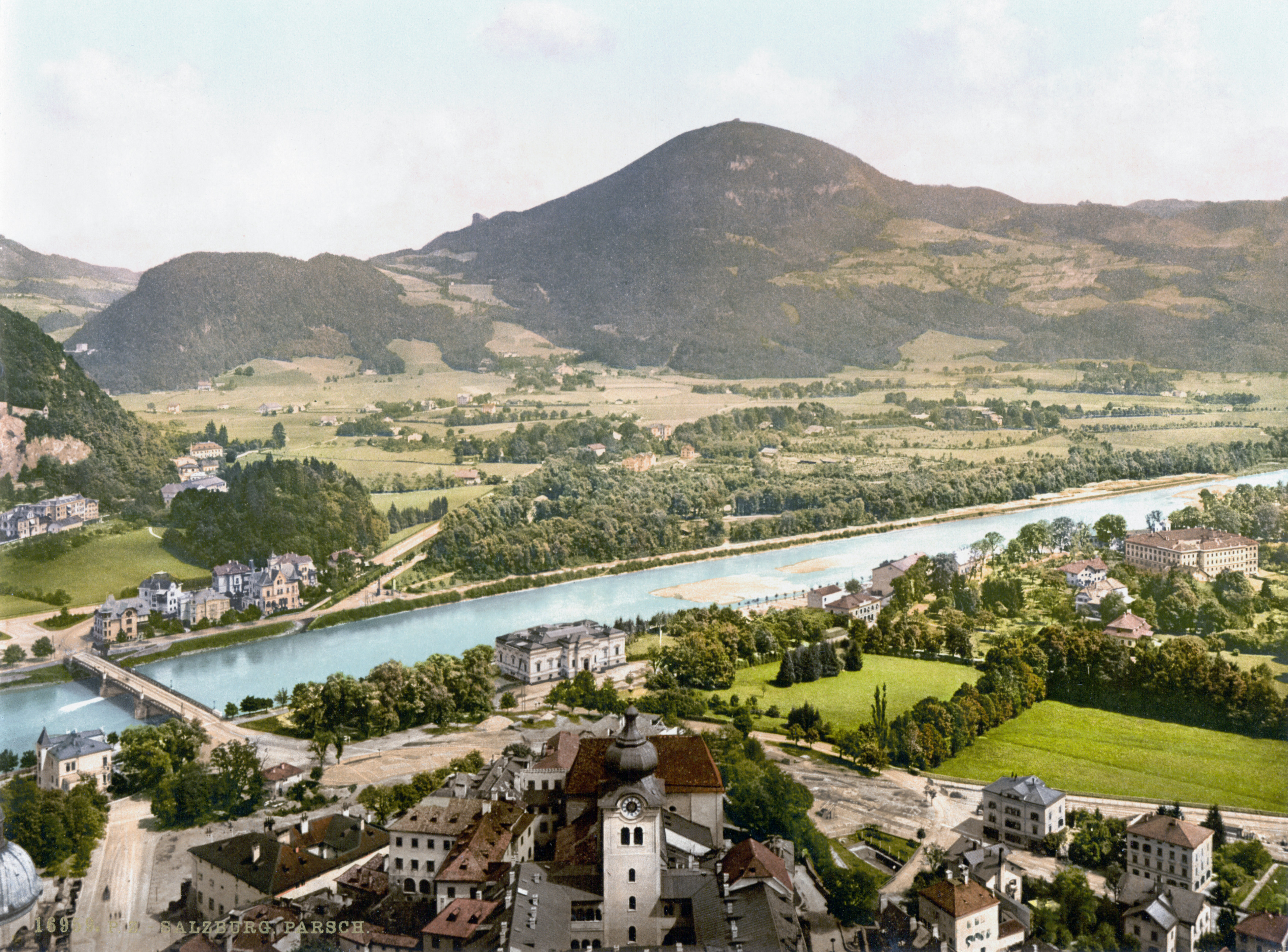
Parsch en 1900

La primera evidencia de una población de la Edad del Bronce, junto con una fundición de bronce, surge en la confluencia del abanico aluvial del Gersbach y la base del Gaisberg. Se conocen hallazgos arqueológicos de la época de La Tène en Parsch, específicamente en el Schmedererplatz. La etimología del nombre Parsch se relaciona con sus raíces románicas o pre-románicas (célticas).
Inicialmente, los núcleos de población en el Parsch actual estaban dispersos, ubicándose en la zona de la actual intersección Eder y alrededor del Schmedererplatz, cerca del Gersbach y el Apothekerhof. Mientras que el área circundante al Schmedererplatz estaba densamente poblada desde temprano, en los alrededores se encontraban dispersas algunas granjas y propiedades agrícolas, como el Fondachhof (Fondohof), el Hefftergut (actualmente Centro de Educación Agrícola), el Luegergut, el Esterergut y el Abfaltergut al sur, así como el Wolfsgartengut al norte. Se destaca también el Flederbachschlössl.
En la primera mitad del siglo XX, el antiguo campo de Wolfsgarten (cerca de la casa Wolfsgartengut) experimentó un desarrollo urbanístico creciente. La Weichselbaumsiedlung se estableció alrededor de 1940. Por otro lado, la expansión urbana al sur de la Gaisbergstraße se produjo principalmente después de la Segunda Guerra Mundial.
Con una población aproximada de 10.000 habitantes, Parsch tiene una rica historia que se remonta a la Edad del Bronce, evidenciando su presencia a lo largo de las diversas eras. Durante la Edad Media, el distrito se caracterizó por extensas explotaciones agrícolas, algunas de las cuales se transformaron con el tiempo en majestuosas mansiones. Algunas de estas históricas edificaciones aún perduran, como el Fondachhof y el Flederbachschlössl. El proceso de urbanización experimentado en los siglos XIX y XX contribuyó a llenar los vacíos entre estas estructuras, consolidando la apariencia actual del distrito.

## Después de la Segunda Guerra Mundial
Los desarrollos inmobiliarios más significativos se materializaron tras la Segunda Guerra Mundial, cuando Parsch fue gradualmente integrado a Salzburgo. Las porciones septentrionales del distrito pertenecieron inicialmente a la ciudad, luego fueron excluidas y, finalmente, en 1935, se unieron a Aigen, un municipio independiente en ese momento. Finalmente, en 1939, todo Parsch fue incorporado oficialmente a la ciudad de Salzburgo.
Los acontecimientos posteriores a la Segunda Guerra Mundial dejaron una huella innegable en el paisaje urbano de Parsch. Un ejemplo destacado es la iglesia parroquial "Zum Kostbaren Blut", erigida en la década de 1950 como una de las primeras expresiones de arquitectura eclesiástica moderna en el oeste de Austria. Además, se destacan construcciones significativas como el Borromäum, una institución educativa privada para niños, diversas casas de campo y mansiones históricas, muchas de las cuales han sido asimiladas en la actualidad por zonas residenciales circundantes.
En las proximidades de Äußerer Stein, se encuentran pequeños palacios notables, como el Schloss Fürberg y el Schloss Elsenheim, así como en Aigen, el Vogelsangschlösschen. No obstante, es importante mencionar la Weichselbaumsiedlung, una urbanización construida tras la Primera Guerra Mundial destinada principalmente a refugiados del Tirol del Sur, con similitudes a la Aiglhofsiedlung.
Aunque Parsch no suele atraer la atención de los turistas en gran medida, a menos que opten por hospedarse en alguno de los hoteles o bed and breakfast disponibles en la zona, el distrito alberga un conjunto arquitectónico y cultural de relevancia histórica que contribuye significativamente a la riqueza patrimonial de Salzburgo.
Hasta 1811, la zona de Parsch, incluyendo la parte inferior del Gersberg, formaba parte del estatus municipal de la ciudad de Salzburgo. Sin embargo, en una redefinición de los límites municipales, la zona del actual distrito de Parsch pasó a pertenecer a la localidad de Aigen bei Salzburg. La parte norte de Parsch regresó a la jurisdicción de la ciudad en 1935, mientras que la parte sur fue incorporada en 1939.
El Kreuzberg en Parsch, situado directamente sobre el núcleo histórico del lugar, al inicio de la Kreuzbergpromenade, es una extensión del Gaisberg. Rodeada por bosques en todos los lados, en la cima de esta montaña se encuentra desde hace siglos una pequeña capilla. Según la tradición, mucho antes de 1696, cuando el barón von Rehlingen adquirió el Apothekerhof, en este lugar ya existía un crucifijo de madera con una imagen de la Dolorosa Virgen y una alcancía para ofrendas, que rápidamente se convirtió en un pequeño destino de peregrinación, incluso según la tradición, se realizaron curaciones milagrosas en este sitio. Poco después del inicio de las peregrinaciones, se erigió la primera capilla en este lugar.
La capilla forestal actual es una pequeña construcción de estilo gótico tardío, con una profunda hornacina y una reja barroca de hierro forjado que resguarda la figura de la Dolorosa Virgen (del siglo XVIII). Sobre la capilla se erige un alto crucifijo con un cristo crucificado del siglo XIX.

## La Iglesia de la Geißmayrstraße
La iglesia fue construida entre los años 1954 y 1956 mediante una exitosa remodelación y ampliación del Weichselbaumgehöft, una antigua finca agrícola. Esta propiedad se erigió en ese lugar después de 1866 y estuvo bajo la propiedad de la Erzabtei St. Peter. El joven templo en la Geißmayrstraße, inicialmente objeto de controversia, fue diseñado por la "Arbeitsgruppe 4", un equipo conformado por los arquitectos Wilhelm Holzbauer, Friedrich Kurrent y Johannes Spalt. La arquitectura aún refleja la utilización del edificio predecesor. Hoy en día, se considera la primera iglesia moderna de la posguerra en Austria. El portal de la iglesia fue diseñado por Richard Kurt Fischer según los planos de Oskar Kokoschka. El interior está dominado por un hermoso altar de mármol.

## Reliquias Arquitectónicas
El antiguo núcleo de población de Parsch, en las proximidades de la actual Ludwig-Schmederer-Platz, apenas se conserva como conjunto en la actualidad. En esta zona, alrededor de 1830, se encontraban las siguientes edificaciones:
1. Poschingergütl (actualmente Gaisbergstr. 65)
2. Mödlhamerhaus (actualmente Gasthof zum Hirschen)
3. Läuzengütl (actualmente Kreuzbergpromenade 1)
4. Jägergütl (Gaisbergstr. 73, parcialmente conservada en su núcleo)
5. Ringelschmiede (actualmente en la esquina de Kühbergstraße-Gersbergweg)
6. Schneider- oder Rossschneidermühle (actualmente Judenbergweg 1)
7. Wendlingermühle (Mühle am Kreit) (Judenbergweg 15, conservada en su núcleo).

Como estructuras notables que aún se mantienen, se destacan las siguientes:

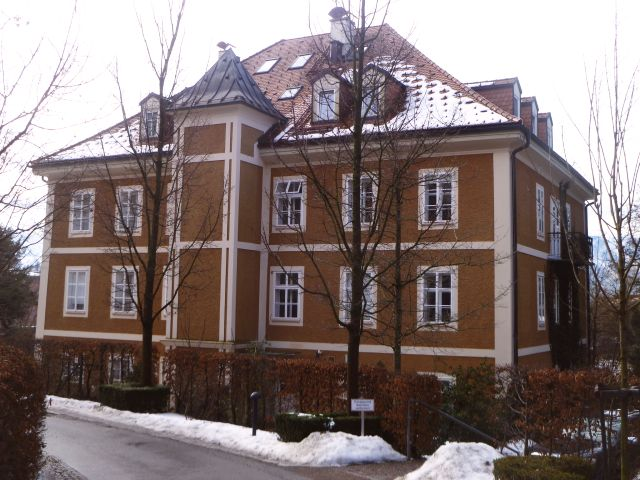
Fondachhof

### Fondachhof
El Fondachhof, también conocido como Von-Tach-Hof, Kögel, Fondohof, Meierhof, Drumerhof o Apothekerhof, ha sido documentado desde el año 1122. En aquel entonces, pertenecía al hospital de St. Peter. A partir del siglo XV, se conocen una serie de propietarios, mayormente de la nobleza. En 1687, Johann Georg von Tach adquirió la propiedad, que desde entonces lleva su nombre. Después de que en 1727 el farmacéutico de la finca, Mayer, comprara el Hof, el farmacéutico Karl Petter vendió el Fondachhof a Anna Gräfin Revertera-Salandra. Tanto ella como su heredera, Mathilde von Revertera, realizaron algunas modificaciones en la estructura existente. Construido en 1792, el edificio conserva su esencia original, pero experimentó transformaciones en 1949 que le dieron su forma actual.
Sobre el balcón del pequeño castillo se encuentra el escudo de armas de la familia von Revertera-Salandra. En el parque del castillo, se erige una fuente de mármol creada por Franz de Paula Hinzl en 1772/73, que presenta una vasija central con caras de animales sobre dos cuencos redondos. La pared posterior de la fuente está decorada con un grupo de putti.

### Apothekerhof
La residencia histórica, cuya estructura se remonta al año 1635, fue completamente renovada en 1989. El portal de mármol, con su dintel recto, muestra la inscripción "1635 Apothekerhof 1978" y sobre él, un escudo de armas con rombos y un yelmo. Desde una perspectiva histórica, el Apothekerhof formaba originalmente una unidad con el adyacente Fondachhof.

### Albert-Birkle-Haus
La casa de Albert Birkle (Gersbergweg 32), construida en 1933 según los planos de Otto Prossinger.

### Villa Schmederer

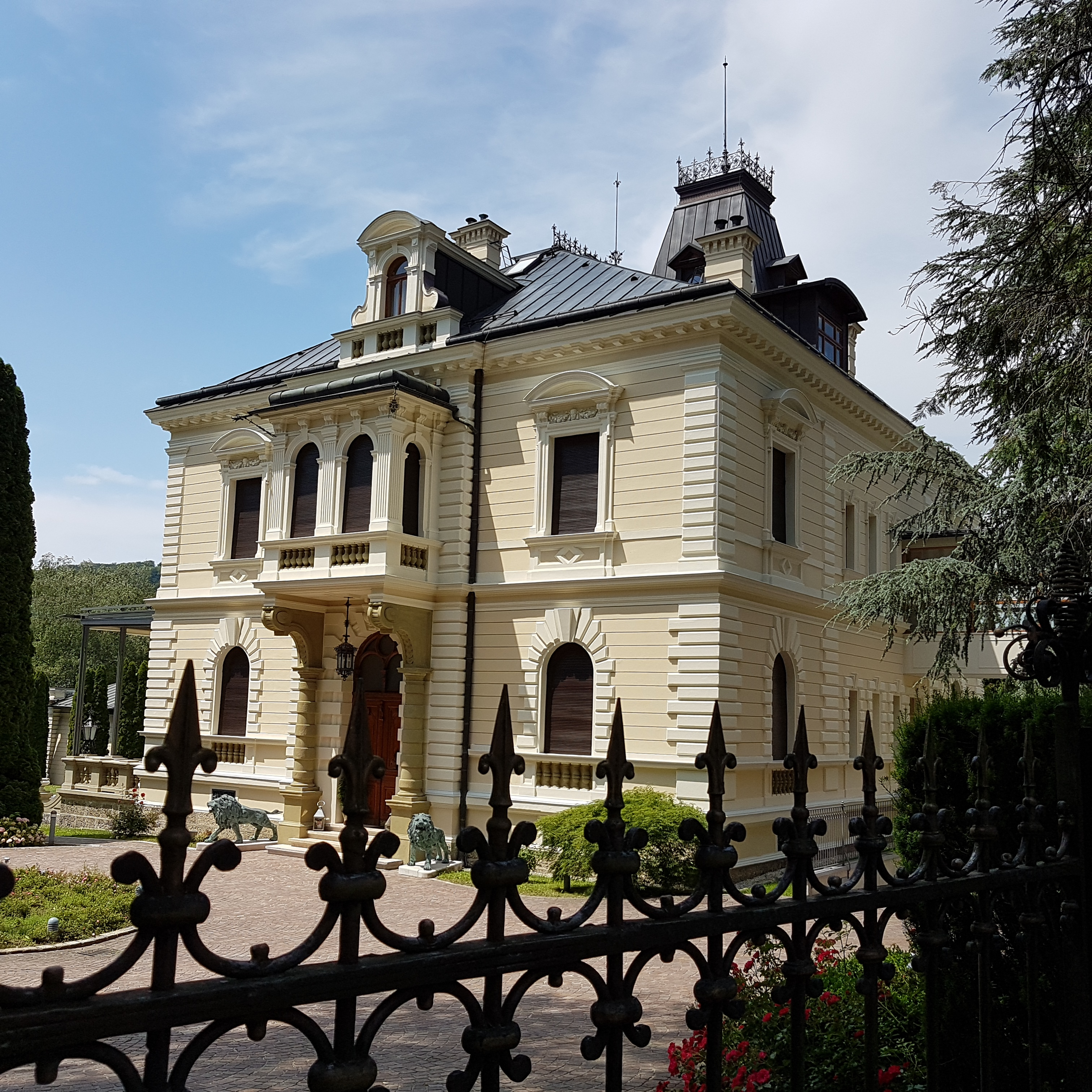
Villa Schmederer

Villa Schmederer (Gaisbergstr. 50–52) es una construcción de estilo historicista tardío, erigida en 1887 junto al Apothekerhof, con su fachada neorrenacentista y la torre de la fachada correspondiente. Esta gran villa incluye un edificio para el jardinero, un invernadero y una capilla imponente. El propietario y promotor fue Ludwig Schmederer, un cervecero de Múnich y posterior presidente del Salzburger Kunstverein. El renombrado arquitecto Josef Wessicken diseñó el proyecto, mientras que la construcción estuvo a cargo de Valentin Ceconi. En 1935, Minka Schmederer heredó la villa, y posteriormente su hermana, la reconocida pedagoga de danza Friderica Derra de Moroda. Actualmente, la villa es propiedad de los multimillonarios alemanes Helga y Erich Kellerhals.

### El Wolfsgartenfeld
Esta área residencial abarca 37 hectáreas y alberga a 1,500 habitantes. El antiguo Fuchshof, con su extenso jardín que se extendía hasta el Kühberg, probablemente llevaba el nombre de Wolfsgartnergut (también conocido como Wolfsgartengut o Wolfsgartenschlössl) en honor a un antiguo propietario. Desde los alrededores de este pequeño castillo, el núcleo de desarrollo más antiguo a lo largo del antiguo Wolfsgartenweg evolucionó durante el período de entreguerras hasta convertirse en el actual Schmedererplatz. Sin embargo, la mayor parte de la urbanización en esta zona tuvo lugar entre 1960 y 1980.

### Inneres Parsch (entre Gersbach y Kapuzinerberg)
Esta área ya formaba parte de la ciudad de Salzburgo mucho antes de 1811. Se desarrolló gradualmente alrededor del antiguo caserío Münchhausen y, con la creciente urbanización, se asoció cada vez más con Äußerer Stein. Sin embargo, el carácter histórico del área antigua es muy diferente del área moderna adyacente. Por lo tanto, la antigua conexión ya no es coherente hoy en día, lo que resulta en una clara pertenencia al distrito de Parsch.
Algunos edificios históricos notables incluyen:

### Weiherhof
Weiherhof es actualmente un edificio residencial discreto ubicado en Fürbergstr. 40. En un momento estuvo protegido en una posición muy favorable a lo largo de la antigua carretera en el borde sur de Kapuzinerberg, junto a un estanque que le dio nombre. Su historia como posada con un establo adyacente se recuerda hoy en día mediante la cartela de armas del arzobispo Franz Anton von Harrach en la fachada oeste.

### Borromäum

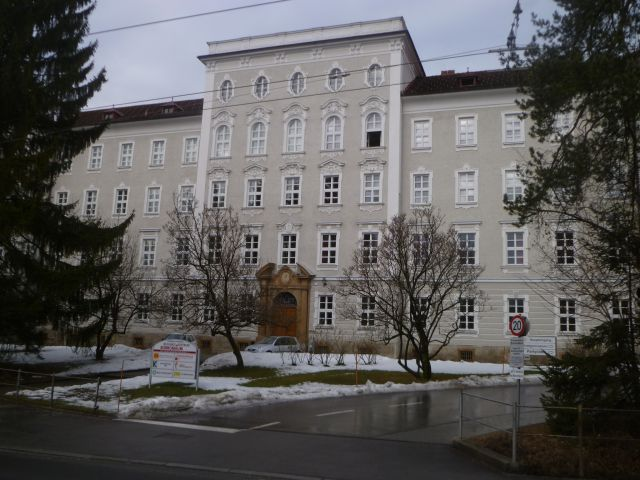
Borromäum

Desde 1840, existe un seminario diocesano para niños en Salzburgo, que adoptó el nombre de Borromäum en 1848. Originalmente ubicado en el Berchtesgadener Hof, resultó rápidamente demasiado pequeño para las necesidades educativas y preparatorias de los futuros candidatos a sacerdote. En 1846, el arzobispo Cardenal Schwarzenberg adquirió el Palacio de la Primogenitura de los Lodron en Dreifaltigkeitsgasse. El arzobispo Carlo Borromeo de Milán fue elegido como patrón para la nueva iglesia. Alrededor de 1900, aproximadamente 200 niños asistían a la escuela aquí. En 1912, el arzobispo Cardenal Katschthaler consagró la escuela e iglesia. La escuela privada enfrentó tiempos difíciles durante ambas guerras mundiales. En la actualidad, el EB. Privatgymnasium Borromäum es una escuela privada católica con un servicio de cuidado diurno adjunto, supervisada por la Archidiócesis de Salzburgo. Los principios rectores de la escuela son la base de su labor educativa. Desde 2003, el Centro de Educación Borromäum (BZB) alberga no solo el gimnasio privado y el internado semanal, sino también dos institutos de la Hochschule Kirchliche Pädagogische – Edith Stein y el Amt Katechetisches, dos divisiones del Seelsorgeamt, el Referat Berufungspastoral y la AV-Medienstelle de la Archidiócesis de Salzburgo.

### Antigua Fábrica de Café de Higos Zeller
Gaisbergstr. 6; más tarde Café de Higos Andre Hofer, y aún más tarde, Fábricas de Higos Unidas Ludwig Zeller y Co: Este lugar albergó una fábrica ampliamente conocida en el sitio de la antigua Eckbäckmühle. Después de la Segunda Guerra Mundial, el edificio perteneció temporalmente a Borromäum. En 1977, el edificio de la fábrica se amplió según los planos de Wilhelm Holzbauer y ha pertenecido desde 1978 a Salzburger Residenzverlag.

### Weichselbaumsiedlung
En las inmediaciones del antiguo Weichselbaumhof, surgió durante los años de la Segunda Guerra Mundial la actual Weichselbaumsiedlung. Junto con Aiglhofsiedlung, es el proyecto de asentamiento más grande de esa época. Se caracteriza por los jardines relativamente grandes, diseñados para contribuir a una mejor autosuficiencia con frutas y verduras. Después de la Segunda Guerra Mundial, la iglesia se construyó en el centro de la nueva colonia.

### Rennbahnsiedlung
El área residencial de la Rennbahnsiedlung se encuentra en la región de Parsch y se desarrolló en los años 1963 y 1964. Esta área tiene una historia interesante vinculada a las carreras de caballos y a la necesidad de viviendas después de la Segunda Guerra Mundial.
Originalmente, la primera pista de carreras se construyó en Froschheim, cerca de la actual Lehener Brücke, pero este lugar resultó problemático debido a las frecuentes inundaciones y no era adecuado para el propósito previsto. En 1902, la pista de carreras se trasladó a Aigen, donde los terrenos fueron arrendados al barón Mayr-Melnhof. A lo largo de las décadas, este lugar se convirtió en el centro más activo y exitoso de carreras de arneses entre 1950 y 1960.
Sin embargo, hacia la década de 1960, la Rennbahn en Aigen ya estaba rodeada de edificios residenciales, y la creciente necesidad de viviendas en Salzburgo impulsó la transformación de la antigua pista de carreras en un área residencial. Así nació la Rennbahnsiedlung, un proyecto que dio forma a la zona y contribuyó a satisfacer la demanda de viviendas en ese momento.
La Rennbahnsiedlung se caracteriza por sus bloques de viviendas uniformes y distintivos, construidos en el estilo arquitectónico de la época. Aunque la pista de carreras original ya no está presente, el nombre y la forma peculiar de la Rennbahnsiedlung sirven como recuerdo de su pasado vinculado a las carreras de caballos en Salzburgo. A lo largo de los años, este vecindario ha experimentado cambios y desarrollos, pero sigue siendo parte integral del tejido urbano de Parsch.

### Castillo Flederbach

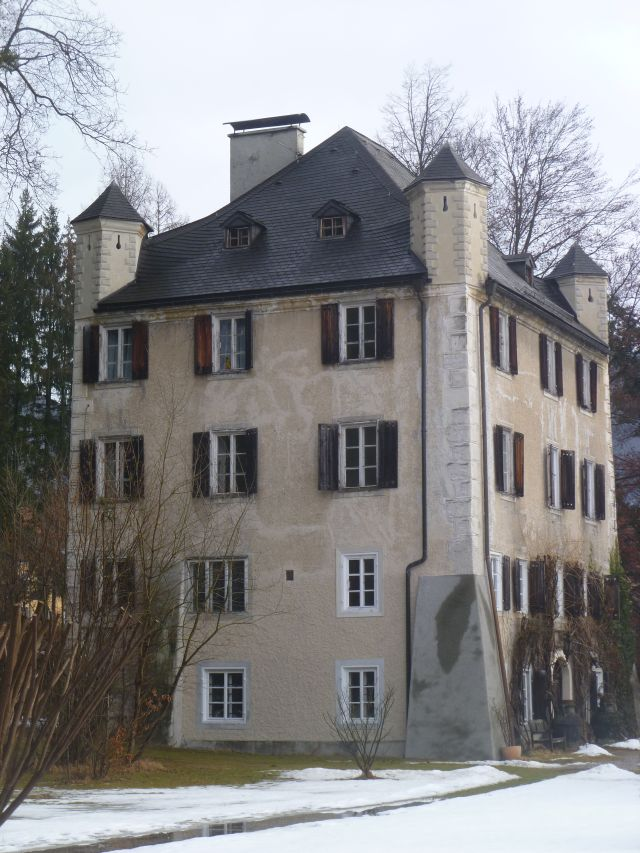
Flederbachschlössl

Flederbachschlössl es una residencia gótica tardía que se menciona por primera vez en 1360. En 1407, pertenecía al ciudadano salzburgués Kaspar Lawbinger. En cuanto a la estructura preservada, data principalmente del año 1550. En la actualidad, en las esquinas superiores del edificio, se encuentran cuatro torres de pizarra hexagonales. Desde 1611 hasta 1652, la propiedad estuvo en manos del alcalde de Salzburgo, Michael Paumann. En 1912, pasó a ser propiedad de la familia Lothringen-Habsburg.
El Vogelsangschlössl, un pequeño castillo en el exclusivo distrito de Parsch en Salzburgo, data del siglo XVI y se utilizaba como lugar de ocio hasta el siglo XVII. El nombre, que significa "pequeño palacio del canto de los pájaros", proviene de un prado donde se solían atrapar pájaros cantores para el entretenimiento invernal. Antiguamente propiedad del Príncipe Arzobispo, en el siglo XVIII fue habitado por la familia noble local Daubrawa von Daubraweik, con la presencia ocasional de Wolfgang Amadeus Mozart. Aunque hoy en día es propiedad privada y no accesible al público, el Vogelsangschlössl destaca entre otros castillos antiguos de la región.
El Luegermayer-Schlössl tiene sus raíces en el siglo XVI y XVII. El nombre del patio proviene de un prado de aves documentado en 1570, que alguna vez estuvo entre el Kapuzinerberg y el Gaisberg. El pequeño castillo siempre estuvo en manos de los arzobispos, quienes adornaron el jardín con juegos de agua. Vale la pena destacar la familia Daubrawa von Daubraweik, amiga de la familia Leopold Mozart, que probablemente fue frecuente visitante de este castillo.
- Villas La Villa Pittner (Kaltnergasse 1) fue construida en 1933/34 según el diseño de August Schachermayr.
- La Villa Reif (Nesselthalergasse 17) fue erigida entre 1934 y 1936 según el diseño de Martin Knoll.

## Transporte
La antigua estación de ferrocarril de Parsch fue en su día un importante nudo de comunicaciones. Además del ferrocarril principal hacia el sur, los trenes Gaisbergbahn partieron de aquí entre 1887 y 1928, y la estación fue también la terminal de una línea de tranvía de Salzburgo entre 1901 y 1953. Sin embargo, la pequeña estación de ferrocarril se hundió en la insignificancia cuando se suprimió la línea. Como parte del proyecto S-Bahn de Salzburgo, la antigua estación de Parsch fue sustituida por una moderna estación de S-Bahn en una ubicación más favorable. Los trenes de la línea S3 paran allí cada media hora y llegan a la estación central de Salzburgo en unos 8 minutos. También se puede llegar al barrio de Parsch con la línea 6 de autobús urbano.

## Parsch hoy
En la actualidad, Parsch es un distrito caracterizado por edificios residenciales, especialmente pequeñas casas unifamiliares y adosadas con jardín. Sólo hay algunas zonas comerciales. En este distrito también se encuentra la dirección regional de finanzas de la ciudad y la provincia de Salzburgo.
El Volksgarten se encuentra en el límite con la antigua zona de asentamientos de Äußerer Stein, entre Ignaz-Rieder-Kai y Bürglsteinstraße. Originalmente se llamaba Brodhäuslau y en 1908 pasó a llamarse Franz-Josef-Park en honor del emperador Francisco José I de Austria. Más tarde prevaleció el nombre de Volksgarten. El Volksgarten alberga la famosa piscina Volksgartenbad y el Salzburg Ice Arena, sede del equipo de hockey sobre hielo Red Bull Salzburg.

## Publicación sobre Parsch
En el 2008, residentes de la asociación del distrito de Parsch en Salzburgo recopilaron historias sobre el distrito de Parsch y lo plasmaron en la publicación: "Parsch cuenta: Historia e historias de un distrito de Salzburgo" En un evento presidido por la consejera de Estado Doraja Eberle, se presentó la obra como parte del proyecto Desarrollo Comunitario de Salzburgo, representa una impresionante recopilación de testimonios contemporáneos, documentos históricos, relatos fascinantes y anécdotas peculiares.Doce autores, entre ellos el ex arqueólogo estatal Dr. Fritz Moosleitner y Mag. Thomas Weidenholzer de los archivos de la ciudad de Salzburgo, se sumergieron en la historia del distrito bajo la dirección del Dr. Harald Lohmann. El proyecto ambicioso logró crear un documental detallado sobre la vida y la historia de Parsch, entrevistando a testigos contemporáneos y explorando exhaustivamente los archivos. 